# Kłodawa (województwo lubuskie)

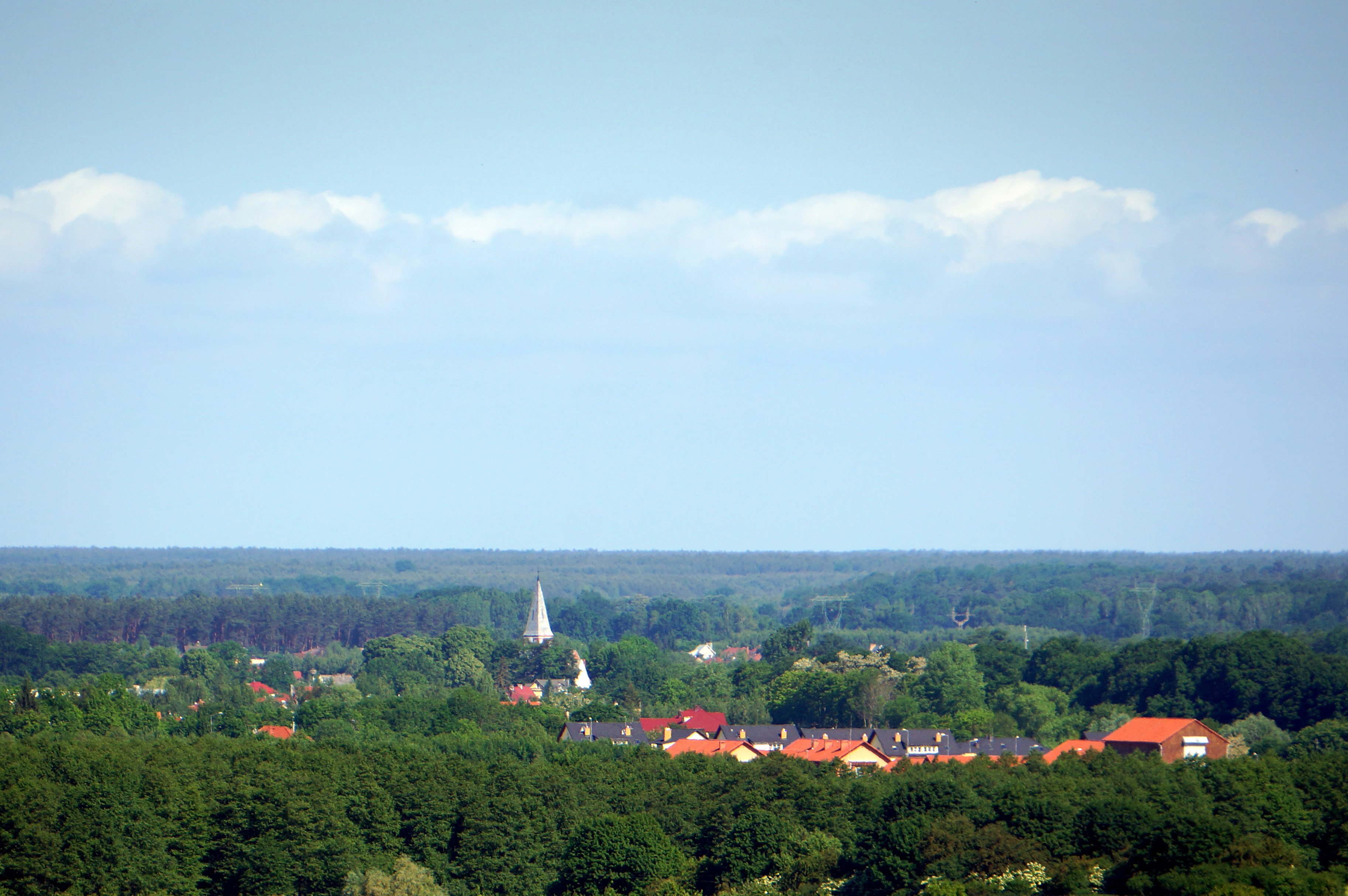
Kłodawa widziana z osiedla Górczyn w Gorzowie Wlkp.

Kłodawa (niem. Kladow) – wieś w Polsce, położona w województwie lubuskim, w powiecie gorzowskim, w gminie Kłodawa. Z miejscowością graniczy Gorzowski Park Krajobrazowy.
W latach 1975–1998 miejscowość administracyjnie należała do województwa gorzowskiego.
1 sierpnia 1977 część Kłodawy (170,76 ha) włączono do Gorzowa Wielkopolskiego.
Wieś połączona jest z Gorzowem Wielkopolskim liniami obsługiwanymi przez PKS Gorzów Wielkopolski.

## Zabytki
Do wojewódzkiego rejestru zabytków wpisany jest:
- wiatrak z 1878 roku – nie istnieje

inne zabytki:
- kościół neogotycki z XIX wieku, wewnątrz empora organowa i ambona z XVIII wieku
- dwór szachulcowy z XIX wieku.

## Walory turystyczne
- Jezioro Kłodawskie
- Szlaki rowerowe - ponad 120 km
- Barlinecko-Gorzowski Park Krajobrazowy

## Sport
W miejscowości działa Gminny Klub Piłkarski Kłodawa, który występuje w A-klasie. Wcześniej we wsi istniał Gminny Klub Sportowy FC Kłodawa 13, który występował m.in. w A-klasie i został zlikwidowany w 2010 roku.